# Koleolepadidae
Antiguamente, Koleolepadidae era considerada una familia de percebes con un único género, Koleolepas. Investigación publicada en 2021 por Chan et al. resultó en que Koleolepas fuera trasladado a la familia Heteralepadidae. La familia Koleolepadidae ya no está activa. 